# Aphnaeus mashunae
Aphnaeus mashunae är en fjärilsart som beskrevs av Henry Stempffer 1954. Aphnaeus mashunae ingår i släktet Aphnaeus och familjen juvelvingar. Inga underarter finns listade i Catalogue of Life.